# Erythrinidae
Famille
Les Erythrinidae, connus aussi comme Trahiras ou Tarariras, sont une famille de poissons d'eau douce de l'ordre des Characiformes. Ils se rencontrent dans les rivières d'Amérique du Sud. Les Erythrinidae sont des poissons cylindriques avec des têtes émoussées. Ils peuvent atteindre des tailles allant jusqu'à 90 cm. Certaines espèces peuvent respirer l'air, leur permettant de survivre dans des eaux pauvres en oxygène, et même de se déplacer sur la terre entre les étangs. Ils sont très communs et généralement sont manipulés avec précaution (gants) par les pêcheurs étant donné leur denture et leur voracité extrême.

## Liste des genres et espèces
Selon FishBase (22 juin 2015) :
- genre Erythrinus Scopoli, 1777
  - Erythrinus erythrinus (Bloch & Schneider, 1801)
  - Erythrinus kessleri Steindachner, 1877
- genre Hoplerythrinus Gill, 1896
  - Hoplerythrinus cinereus (Gill, 1858)
  - Hoplerythrinus gronovii (Valenciennes, 1847)
  - Hoplerythrinus unitaeniatus (Spix & Agassiz, 1829)
- genre Hoplias Gill, 1903
  - Hoplias aimara (Valenciennes, 1847)
  - Hoplias australis Oyakawa & Mattox, 2009
  - Hoplias brasiliensis (Spix & Agassiz, 1829)
  - Hoplias curupira Oyakawa & Mattox, 2009
  - Hoplias lacerdae Miranda Ribeiro, 1908
  - Hoplias macrophthalmus (Pellegrin, 1907)
  - Hoplias malabaricus (Bloch, 1794)
  - Hoplias microcephalus (Agassiz, 1829)
  - Hoplias microlepis (Günther, 1864)
  - Hoplias patana (Valenciennes, 1847)
  - Hoplias teres (Valenciennes, 1847)

## Galerie

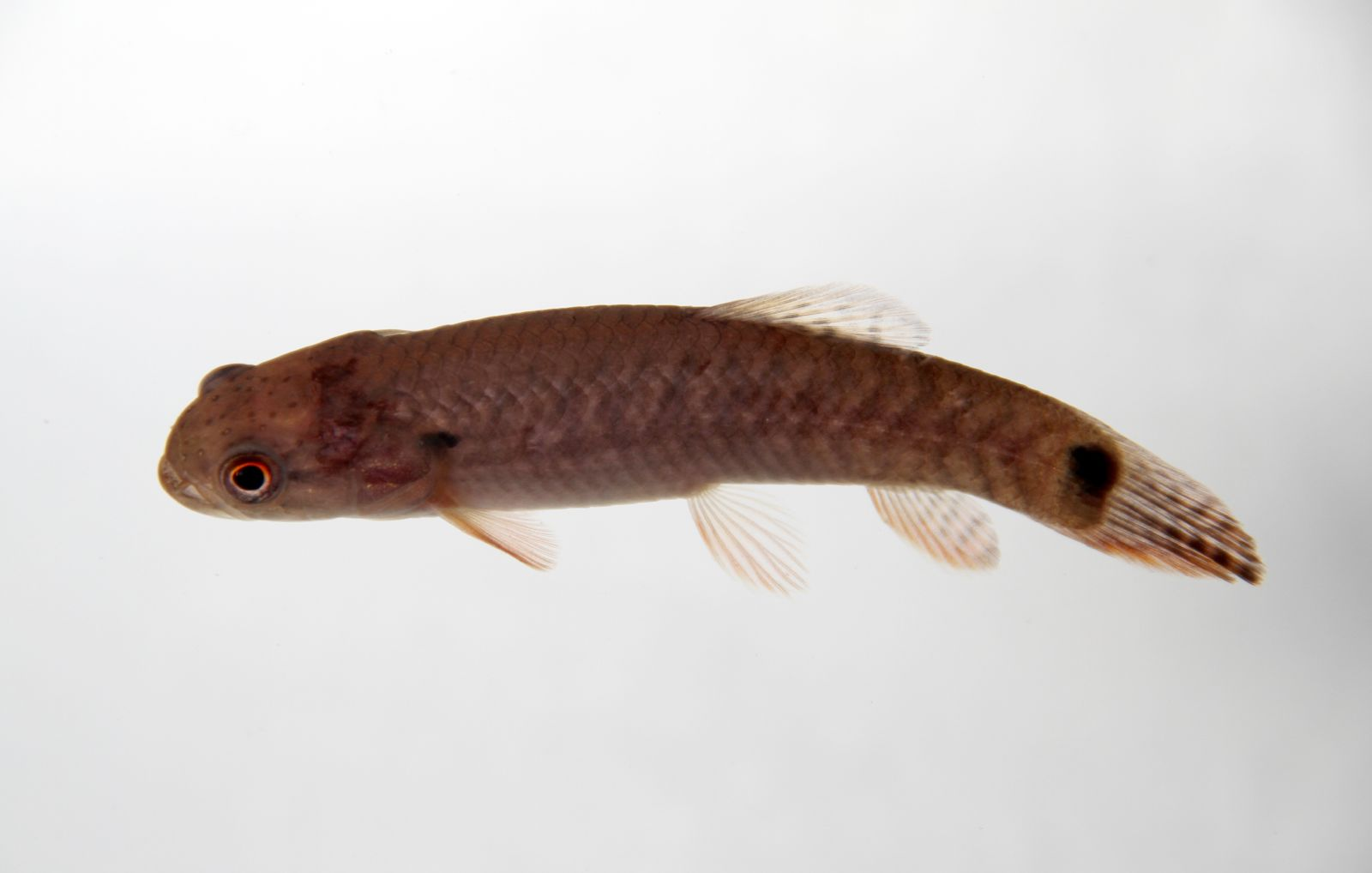
Erythrinus erythrinus.
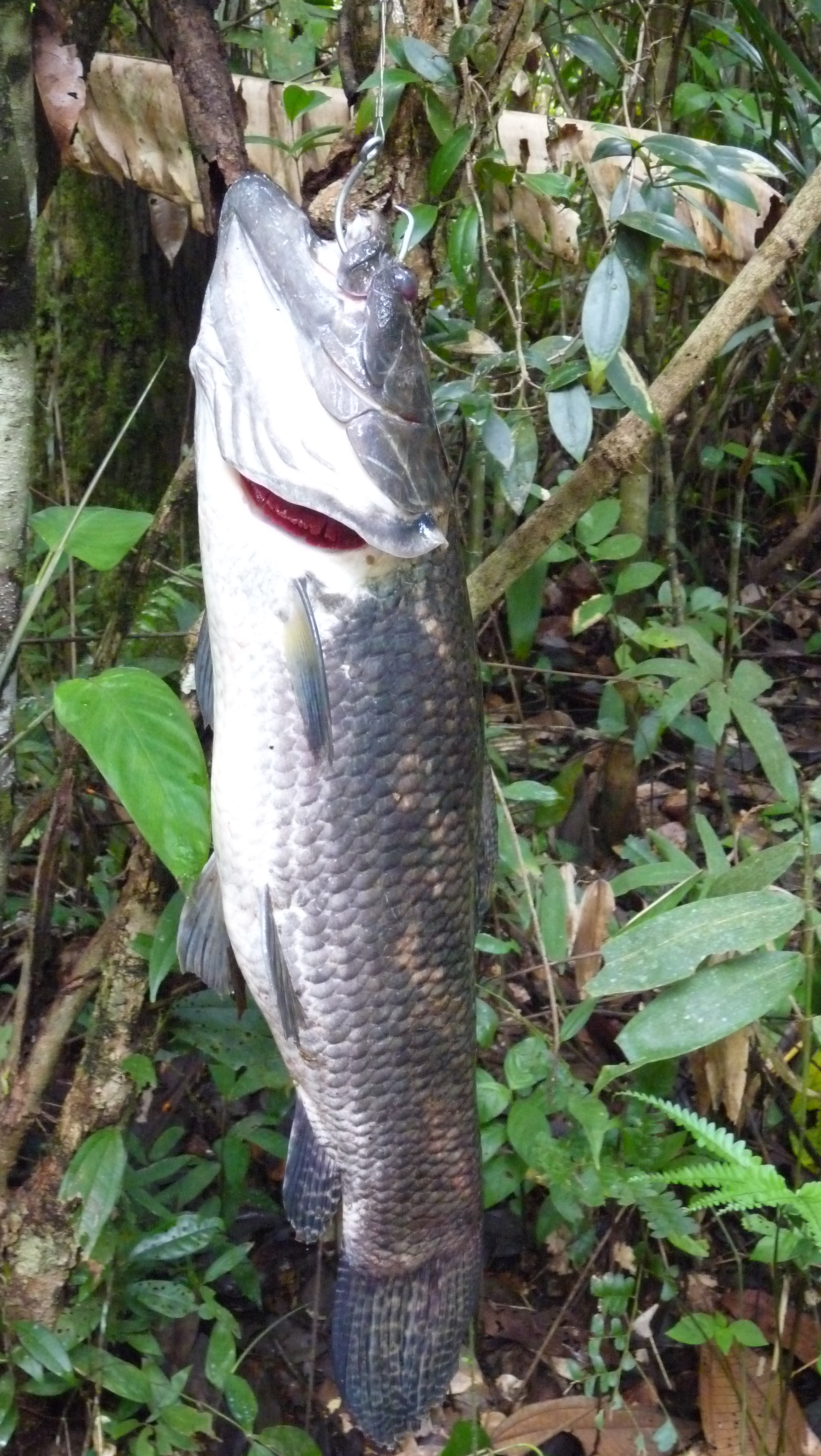
Hoplias aimara.
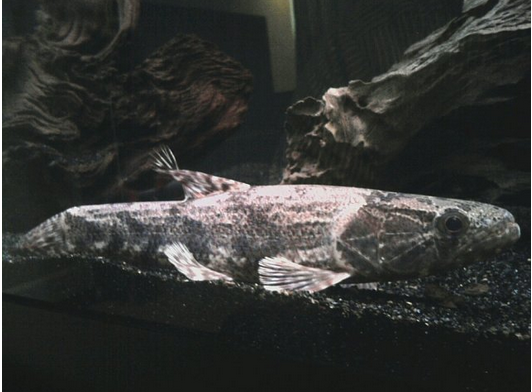
Hoplias australis.
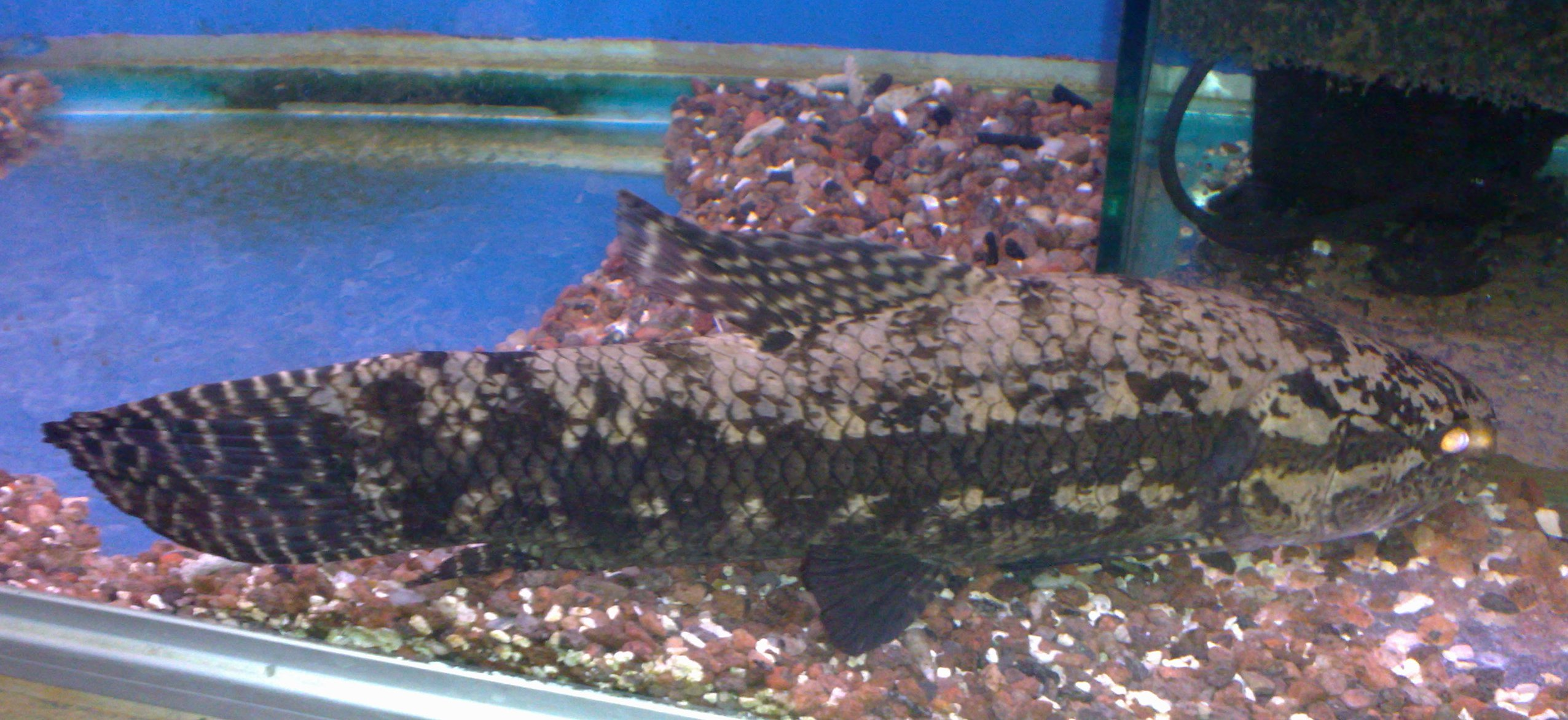
Hoplias macrophthalmus.
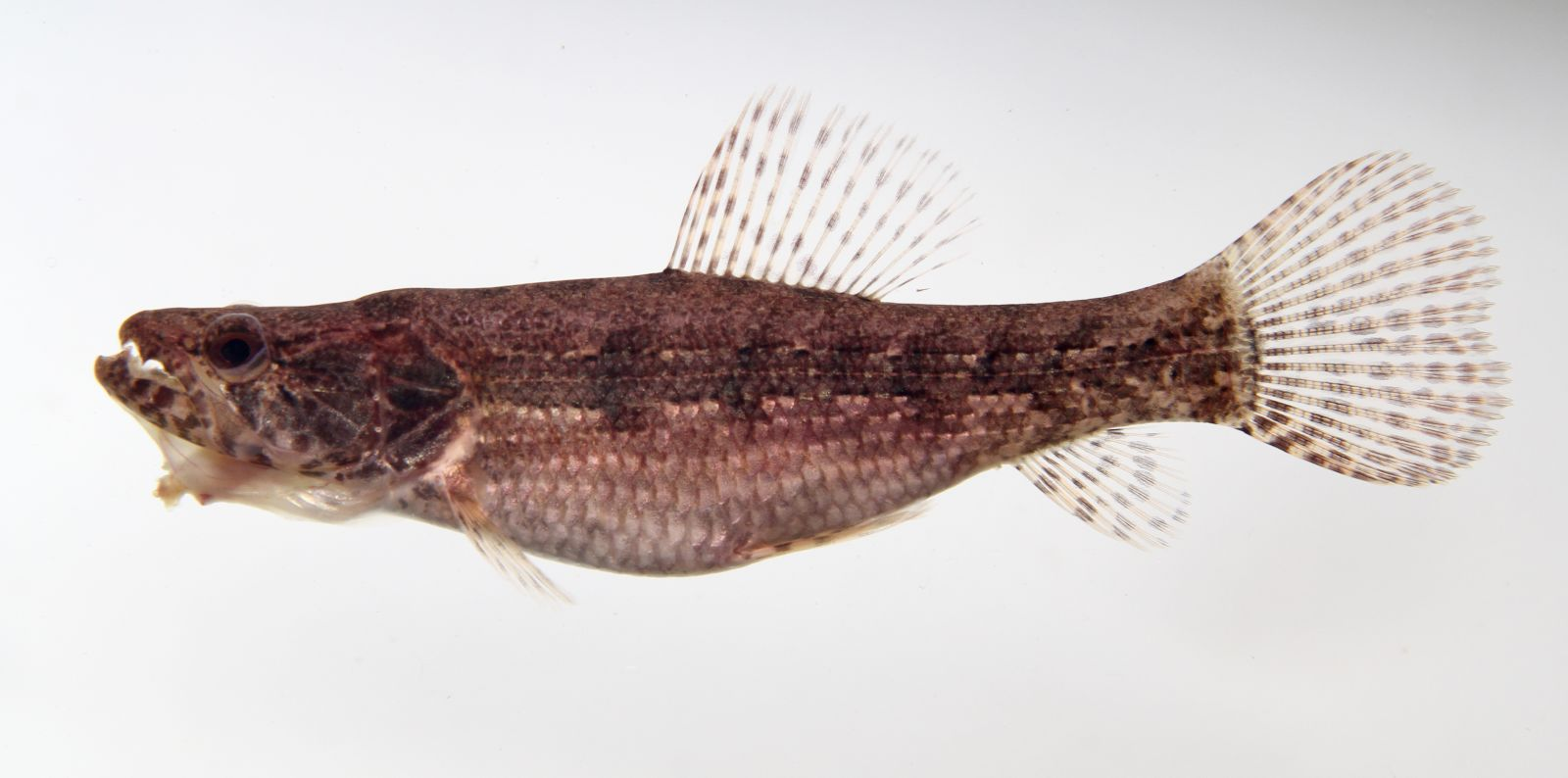
Hoplias malabaricus (juvénile).

## Systématique
Le nom valide de ce taxon est Erythrinidae Valenciennes, 1847.